# Experimentele film in Nederland
In Nederland gaat de geschiedenis van de experimentele film terug tot de jaren twintig van de twintigste eeuw. Een experimentele film of avant-garde-film is een film die kritisch omgaat met cinematografische conventies, en tracht daaruit los te breken op zoek naar vernieuwing. Andere experimentele filmmakers spelen vooral met het medium film, en zoeken een alternatief voor de heersende beeldcultuur.

## Voor 1980
In 1927 verscheen er een manifest voor de oprichting van de Filmliga. Voormannen Menno ter Braak en E. du Perron omarmden met hun beweging de vrije filmkunst, waarbij ze letten op de montage, ritme en compositie van films. Tot de Filmliga-stroming behoren de door de Sovjet-avant-garde geïnspireerde documentaires van Joris Ivens, de wetenschappelijke films van J.C. Mol (die een esthetische, abstracte wereld opriep met Het rijk der kristallen) en het werk van Alexander von Barsy, Paul Schuitema, Willem Bon en Mannus Franken.
Na een luwte in de jaren 30 en 40, met vooral speelse, poëtische films van Bert Haanstra (Spiegel van Nederland) en Emiel van Moerkerken (Koekoekswals), leefde de internationale avant-garde film in 1949 op met de oprichting van het EXPRMNTL-festival in Knokke. Op latere edities werden films vertoond van Johan van der Keuken (Lucebert, dichter-schilder, 1962) en Wim van der Linden/Wim T. Schippers, die met hun "sad movie" Tulips (1966) een roerloze bos tulpen filmen die aan het eind een blaadje laat vallen. In 1967 wordt The New Electric Cinema in Eindhoven opgericht, die happenings organiseert rond industriële muziek, gemaakt met stofzuigers, gecombineerd met "found footage"-materiaal.
Frans Zwartjes begint in 1970 als docent aan de Vrije Academie in Den Haag, waar hij een invloedrijke mentor wordt van een aantal kunstenaars, zoals Jan Ketelaars, Gijs Schneemann, Matthijs Blonk, George Schouten en Ruud Monster, die de zogenaamde Haagse Psychopolis-school vormden. Zwartjes formuleert zijn methode als volgt: Ik vertel ze niks. Ze moeten er zelf maar op komen. Er zijn geen regels.
De jaren zestig kennen de opkomst van een groep jonge filmmakers die zijn opgeleid aan de in 1958 opgerichte Nederlandse Filmacademie. Deze nieuwe generatie - onder aanvoering van Wim Verstappen, Pim de la Parra, Nikolai van der Heyde en Adriaan Ditvoorst - wil de in haar ogen oubollige filmwereld flink opschudden. Ze sluiten daarin aan bij de Nouvelle Vague en de Neue Deutsche Film.
Het centrum van de experimentele film tot 1974 is de Electric Cinema, gerund door STOFF-medewerkers als Barbara Meter, Mattijn Seip, Nico Paape en Jos Schoffelen. Barbara Meter zegt over die woelige periode: Je hoefde je niet door een hiërarchie heen te vechten, maar kon gewoon je camera pakken en daarmee aan de gang gaan.
Beeldend kunstenaars die gebruikmaken van het medium film zijn ook in de jaren zestig een relatief onafhankelijke ontwikkeling binnen de experimentele film. De in Nederland wonende Shinkichi Tajiri valt vanaf de vroege jaren 60 op met zijn werk en eind jaren 60 kwamen daar conceptuele kunstenaars bij als Jan Dibbets, Bas-Jan Ader, Peter Struycken, Marinus Boezem, Ger van Elk en Michel Cardena.
In de jaren zeventig verloren stromingen als de structuralistische film terrein en moesten deze plaatsmaken voor films met een kritische ondertoon. Samen met Willum Thijssen en Paul de Mol richtte Peter Rubin Holland Experimental Film (HEF) op, met als voornaamste doel vertoning van de Nederlandse experimentele film in het buitenland.

## Jaren 80
De jaren tachtig staat bekend als de bloeiperiode van de videokunst. De grote doorbraak van de videokunst in Nederland kwam met de tentoonstelling Sonsbeek buiten de perken in Arnhem in 1972. Van 1985 tot 1995 werd in Arnhem het AVÉ-festival georganiseerd, dat later een doorstart maakte met het festival Hard Kijken. Het World Wide Videofestival vond in 1982 voor de eerste maal plaats. Twee jaar later organiseerde Michel Cardena in het Amsterdamse Stedelijk Museum de tentoonstelling The Luminous Image/Het lumineuze beeld. In 1988 werd  in Utrecht het Impakt Festival opgericht.
Vooral conceptuele kunstenaars als Dibbets, Van Elk, Boezem, Struycken en de in Nederland wonende Colombiaan Raoul Marroquin experimenteerden in hun werk met video. Andere belangrijke filmmakers uit de jaren 80 zijn Frank Scheffer, Noud Heerkens, Gerard Holthuis, Ruud Monster, Frederieke Jochems en Andras Hamelberg, Pieter Moleveld en Barbara Meter.. In 1987 werd Kunstkanaal opgericht, dat in een wekelijks televisieprogramma op de Amsterdamse, Rotterdamse en Haagse kabel videokunst vertoonde.

## Jaren 90
Met de oprichting van Cinema De Balie in 1996, de professionalisering van het Nederlands Instituut voor Mediakunst en de Mind The Gap-avonden in de Rotterdamse Unie, kreeg een nieuwe generatie filmmakers er vertoningsplekken bij. In de jaren negentig richtten nieuwe initiatieven zich op de productie van lowbudgetfilms op 8mm- of 16mm-materiaal, zoals Studio Eén in Arnhem (later De Werkplaats in Rotterdam), Stichting Filmstad in Den Haag en Lazy Marie in Utrecht.
In de jaren negentig kwamen filmmakers op als Joost Rekveld, Jop Horst, Aryan Kaganof, Jeroen Eisinga, Karel Doing, Francien van Everdingen, Lonnie van Brummelen, Jan Willem van Dam en Martha Colburn. De jaren negentig kenden ook een opleving van de experimentele animatie en de abstracte film. Joost Rekveld zegt over zijn lichtfilms, die zonder filmcamera tot stand zijn gekomen en allemaal vernoemd zijn naar priemgetallen: Wiskunde is voor mij geen cultus van nummers en abstracties. Het is juist heel concreet.

## Vanaf 2000
In de jaren hiervoor lijkt de experimentele film overvleugeld te worden door de videokunst, maar in de jaren 00 staat hij opnieuw in de belangstelling, met name uit de hoek van de beeldende kunst. In 2001 werd door onder meer Anna Abrahams, Peter van Hoof en anderen De Filmbank opgericht, die zich bezighoudt met het inventariseren, presenteren en verspreiden van de hedendaagse Nederlandse experimentele film, op alle mogelijke manieren (verhuur, het inzenden naar festivals in binnen- en buitenland, het uitgeven van boek en dvd). Op de website filmbanktv kunnen gratis korte films bekeken worden. Het Nederlands Filmmuseum conserveert experimentele films in het kader van het project Collectie Nederland van de Experimentele Film, waarna een Filmbank-tour volgt met films van Barbara Meter, Henri Plaat en Frans Zwartjes. Plaat noemt zijn films "bezweringen". Meter heeft het over een voorstel om tijd en ruimte anders waar te nemen en Zwartjes zegt: Het enige nuttige antwoord op het gesodemieter om je heen is kunst.
Rotterdam krijgt er met Stichting Worm een vertoningsplek bij, terwijl de Rotterdamse Filmwerkplaats workshops voor filmmakers organiseert. Het Filmmuseum conserveert in de jaren 00 nog een deel van het Nederlands experimenteel erfgoed, dat wordt vertoond tijdens het festival Filmmuseum Experimenteel in 2008.